# Franjo Knebl
Franjo Knebl, hrvaški general češkega rodu, * 23. julij 1915, † 3. februar 2006.

## Življenjepis
Pred drugo svetovno vojno je diplomiral na Gozdarskem inštitutu v Zagrebu (1940). Leta 1935 je vstopil v KPJ in leta 1941 v NOVJ. 
Med vojno je bil sprva politični komisar Moslavškega odreda, nato namestnik političnega komisarja 17. in 16. mladinske brigade, politični komisar Žumberaško-posavskega odseka in 34. divizije,... Po vojni je bil vojaški ataše v ZDA, poveljnik divizije, sekretar za gozdarstvo Izvršnega sveta Hrvaške, veleposlanik SFRJ,...